# Катаріне Залян-Манукян
Катаріне Заля́н-Манукя́н (вірм. Կատարինե Զալյան-Մանուկյան; пом. 1965) — вірменська політична та громадська діячка. У 1919 році її обрали до парламенту, вона стала однією з перших трьох жінок-депутатів у країні.

## Біографія
Залян-Манукян була медсестрою, працювала в дитячих будинках. У 1917 році у Єревані вона вийшла заміж за Арама Манукяна, наступного року в неї народилася дочка на ім'я Седа. Манукян був серед засновників Першої Республіки Вірменія і став її першим міністром внутрішніх справ у 1918 році. Того ж року Катаріне координувала роботу волонтерок-медсестер у битві за Абаран і Сардарабад. Її чоловік помер у січні 1919 року, перехворівши на тиф.
Залян-Манукян була кандидаткою на парламентських виборах у червні 1919 року від партії Дашнакцутюн та була однією з трьох жінок, обраних до парламенту разом із Перчухі Партизпанян-Барсегян і Варварою Саакян. У парламенті працювала в комітеті з охорони здоров'я.
Після захоплення влади більшовиками в 1920 році вона переїхала до родичів у Краснодар у Росії. Повернулася 1927 року до Вірменії, де були потрібні медики, і працювала там до 1937 року. Потім переїхала до Москви. Померла в 1965 р.